# カスマン・シンゴディメジョ
カスマン・シンゴディメジョ（英語: Kasman Singodimedjo、1904年2月25日 – 1982年10月25日）は、インドネシアの民族主義者、政治家。1945年に中央インドネシア国家委員会(KNIP)の初代会長、1945年から1946年にかけてインドネシア法務長官府2代目法務長官を務めたことから、インドネシア国家英雄に選出されている。
プルウォレジョのムスリムの家庭に生まれ、オランダ植民地時代を過ごした。STOVIA（医療学校）、バタヴィア法律学校（現インドネシア大学）に通った。卒業後は教師として働き、日本占領期では郷土防衛義勇軍兵となった。広島市への原子爆弾投下後に結成された独立準備委員会では委員となり、ムスリムに国民統合のために協力するようロビー活動を行った。玉音放送の放送後、1945年8月17日にインドネシア独立宣言が出されると、マシュミ党に加入。中央インドネシア国家委員会初代会長、その後インドネシア法務長官府2代目法務長官を務めた。
インドネシア独立戦争終結後、1950年代に憲法制定議会に議員として参加し、憲法にイスラームを用いることなどを盛り込んだ案を承認した。インドネシア共和国革命政権下においては反政府組織とされたマシュミ党に関わり援助を行ったとして逮捕された。また1963年には共謀罪で投獄。釈放後、スハルトによる開発独裁政権を非難する署名に名を連ね、間もなく1982年に死亡した。2018年、インドネシア国家英雄に選出。

## 生い立ちと経歴
1904年2月25日、中部ジャワ州プルウォレジョ近郊に生まれる。7兄弟の内、3男にあたったが、カスマンが幼いころに兄弟の内3人が死亡している。父は地元のイスラーム組織の役員であった。その後、現地民のための学校（Hollandsch Inlandsche School）に入学、そしてより高度な初等教育（Meer Uitgebreid Lager Onderwijs）に通った。そしてSTOVIA（医療学校）で学習を受けている最中、イスラム青年協会の会長（1930 - 1935）になった。このようなイスラーム教の活動を行っていたため、STOVIAを4年目に無事卒業することができなかった。その代わり、バタヴィア法律学校（現インドネシア大学）に入学し、1934年、法学位を取得、卒業することができた。STOVIAもイスラム青年協会の会長職を止めた1939年に、周りよりかは遅れながらも社会学と経済学の博士号を取得した。

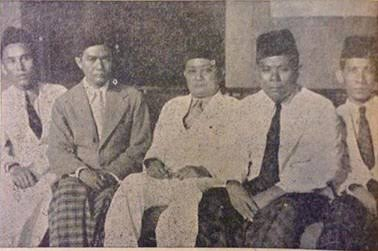
MIAIの会員と共に。カスマンは最左にいる。

1939年のSTOVIA卒業後、カスマンは様々な学校で教師として働いた。例えば、ムハマディヤ関連の学校や、オランダ領東インド政府設立の学校などで教鞭を執った。その後イスラム組織であるイスラーム・アラ・インドネシア協議会（MIAI）の会長になる。1940年、オランダの植民地支配に抗議する演説を読み上げたことによって、オランダ領東インド警察によって逮捕、しばらくの間投獄されることとなる。1941年、カスマンは農業に関するコンサルタントとして、オランダ領東インドの下で働いた。1942年、蘭印作戦によってインドネシアはオランダ支配下から大日本帝国支配化へと変わる。大日本帝国占領期、カスマンは郷土防衛義勇軍（PETA）に入隊する。しかし玉音放送放送に伴い、1945年8月15日、日本は敗戦。17日、スカルノがインドネシア独立宣言を発表した。この時、カスマンはジャカルタでPETAの一員として活動を行っていた。スカルノやモハマッド・ハッタが若者によって誘拐された時は、カスマンはバンドンにいた。

## 政治家としての経歴

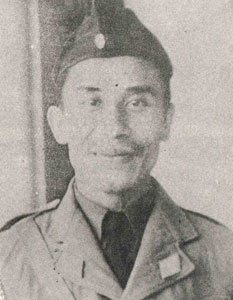
カスマンの写真

インドネシア独立宣言後、カスマンは数名の協力主義者らと共に、8月18日に独立準備委員会（PPKI）の委員となる。一方注釈のように独立準備委員会は日本と近しい協力主義者が多かったため反日グループ・民族主義過激派による襲撃にあうことがしばしばあった。カスマンもその被害にあっている。ジャカルタ憲章作成には委員会内で激しい議論が行われ、憲章にシャリーアを含めるかなどでもめた。最終的にはバグース・ハディコエソモらが提唱した「大統領はイスラームであるべき」という考え方は退けられ、信仰の自由が守られるに至った。翌日、PPKI委員らはPETAを正式に解散することを要請、カスマンはインドネシア共和国国軍計画委員会に任命された。
PPKIが解散し、1945年8月29日に中央インドネシア国家委員会（KNIP）が結成されると、カスマンは初代委員長に任命された。しかし、10月16日から17日にかけて行われたKNIPの第2回会議では、ペムダ（若年）代表から、カスマンは非難された。ジャカルタでPETAを指揮していたときに、PETA兵が日本軍に武装解除されるのを許したという理由である。カスマンはこういったことから10月16日に委員長職を解任され、シャフリルが正式な委員長に任命されるまで、アダム・マリクが臨時委員長として公務を行った。1945年11月、マシュミ党が結成されると、副党首となった。
その後、1945年からインドネシア法務長官府法務長官を務めた。先代はガトト・タロエナミハルドジャで、カスマンは1946年5月、ティルタウィナタに法務長官職を譲った。短い法務長官在任期間中、カスマンは地域の長、弁護士、警察官に対し、「迅速かつ公正な裁判による法の支配」の実施を求める声明を発表した。また、セカルマジ・マリジャン・カルトスウィルヨなどのイスラム運動家に対して、オランダに対する聖戦を呼び掛けた。1947年のオランダ軍の攻勢の余波で、それまで野党であったマシュミ党は、アミル・サラフディン内閣で連立政権を組むことになり、カスマンは1947年11月11日に法務次官に任命された。しかし連立政権は長く続かず、内閣が進めたレンヴィル協定にが失敗したことにより、翌年1月23日に総辞職となった。尚、インドネシア独立戦争中、カスマンは西洋の軍事裁判を研究するためにヨーロッパを訪れていた。
独立戦争終結後の1950年代、インドネシアは自由民主主義時代であった。この時代、カスマンは暫定衆議院議員、憲法制定議会議員になった。カスマンは憲法制定議会議長を務め、新憲法と国家理念に関する提案を行ったが、それ以上の進展はほとんどなかった。この憲法に対する議論の停滞は、憲法にイスラームを入れたいイスラーム主義派とそれに反対する派閥の対立によるものが大きい。議会中、カスマンはコーランを引用し、イスラム共同体であるインドネシアは国家の基礎としてイスラム教を実施することが求められるという結論を出した。最終的に、インドネシア共和国憲法では一神教の信仰の義務に留まっている。
1958年、インドネシア共和国革命政権という地方政権が誕生しインドネシアが二分化された。マシュミの議員が革命政府に入閣したケースなどがあり、革命政府と繋がっている議員を糾弾するかどうかで、大きな議論となった。カスマンは、モハマッド・ナシールなどの革命政府とつながりがある人物を支持した。その直後、カスマンはマゲランで演説を行い、インドネシア当局に逮捕された。当局はカスマンの演説が反政府勢力（革命政府）を支援するものだと主張したが、カスマンは「あるジャーナリストが自分の演説を誤って報道した。よってこれは冤罪である」と主張した。最終的にカスマンの主張は通らず、1960年に懲役3年の実刑判決を受けた。出所直後の1963年11月9日、国家に対する陰謀とスカルノ暗殺を計画した容疑で再逮捕され、翌年、8年の禁固刑を言い渡された（控訴により2年半に短縮）。

## その後の生活と死
スハルト大統領時代、カスマンは政府を批判し続けた。1980年には、スハルトの演説内容を攻撃する嘆願書（50人の嘆願書）と、実施された選挙を批判する嘆願書の2つに署名した。カスマンは後者の嘆願書の最初の署名者で、「カスマン嘆願」とも呼ばれた。また、1977年インドネシア立法委員選挙には出馬しなかったが、選挙運動を行うなど、政治活動にも積極的に参加し続けた。
カスマンは、ジャカルタのイスラム病院で前立腺がんの治療を9ヶ月受けた後、1982年10月25日の夜に亡くなった。遺体はタナ・クシール墓地に埋葬された。1992年、スハルト政権がPPKIの元委員に賞を贈った時、カスマンは賞を受け取らなかった。その後、スハルト政権の崩壊後の2018年、カスマンはジョコ・ウィドド大統領によってインドネシア国家英雄に選出された。

## 人物
1928年9月17日、ソエピナ・イスティ・カシヤティと結婚し、6人の子供を出産している。